# Savines-le-Lac

Savines-le-Lac este o comună în departamentul Hautes-Alpes, Franța. În 1 ianuarie 2022 avea o populație de 1.109 de locuitori.